# Гуо Сіньсінь
Гуо Сіньсінь (кит.: 郭心心, 2 серпня 1983) — китайська лижниця-фристайлістка, спеціалістка із повітряної акробатики, призерка Олімпійських ігор.
Гуо Сіньсінь виступає в міжнародних змаганнях з 1999. Вона 10 разів підіймалася на подіуми етапів Кубка світу, має три перемоги.
Бронзову олімпійську медаль Гуо виборола на змаганнях із повітряної акробатики на Олімпіаді у Ванкувері.